# Quick Step-Innergetic/2006
Deze pagina geeft een overzicht van de wielerploeg Quick Step in 2006.
| Naam                      | Geboortedatum | Nationaliteit    | Ploeg 2005              | Titel                                     |
| ------------------------- | ------------- | ---------------- | ----------------------- | ----------------------------------------- |
| Serge Baguet              | 18-08-1969    | België           | Davitamon-Lotto         | Belgisch kampioen                         |
| Paolo Bettini             | 01-04-1974    | Italië           |                         | Olympisch kampioen                        |
| Tom Boonen                | 15-10-1980    | België           |                         | Wereldkampioen                            |
| Davide Bramati            | 28-06-1968    | Italië           |                         |                                           |
| Francesco Chicchi         | 27-11-1980    | Italië           | Fassa Bortolo           |                                           |
| Wilfried Cretskens        | 10-07-1976    | België           |                         |                                           |
| Kevin De Weert            | 27-05-1982    | België           |                         |                                           |
| Addy Engels               | 16-06-1977    | Nederland        |                         |                                           |
| Juan Manuel Gárate        | 24-04-1976    | Spanje           | Saunier Duval-Prodir    | Spaans kampioen                           |
| José Antonio Garrido      | 28-11-1975    | Spanje           |                         |                                           |
| Kevin Hulsmans            | 11-04-1978    | België           |                         |                                           |
| Steven de Jongh           | 25-11-1973    | Nederland        | Rabobank                |                                           |
| Servais Knaven            | 06-03-1971    | Nederland        |                         |                                           |
| Nick Nuyens               | 05-05-1980    | België           |                         |                                           |
| Filippo Pozzato           | 10-09-1981    | Italië           |                         |                                           |
| Sébastien Rosseler        | 15-07-1981    | België           |                         |                                           |
| José Rujano (vanaf 01-06) | 18-02-1982    | Venezuela        | Colombia-Selle Italia   |                                           |
| Ivan Santaromita          | 30-04-1984    | Italië           | beloften                |                                           |
| Leonardo Scarselli        | 19-04-1975    | Italië           | Colombia-Selle Italia   |                                           |
| Hubert Schwab             | 05-04-1982    | Zwitserland      | Saeco-Romer's-Wetzikon  |                                           |
| Bram Tankink              | 03-12-1978    | Nederland        |                         |                                           |
| Matteo Tosatto            | 14-05-1974    | Italië           | Fassa Bortolo           |                                           |
| Guido Trenti              | 27-12-1972    | Verenigde Staten |                         |                                           |
| Jurgen Van De Walle       | 09-02-1977    | België           | Landbouwkrediet-Colnago |                                           |
| Kevin Van Impe            | 19-04-1981    | België           | Chocolade Jacques       |                                           |
| Cédric Vasseur            | 18-08-197     | Frankrijk        | Cofidis                 |                                           |
| Geert Verheyen            | 10-03-1973    | België           | Landbouwkrediet-Colnago |                                           |
| Davide Viganò             | 12-06-1984    | Italië           |                         |                                           |
| Wouter Weylandt           | 27-09-1984    | België           |                         |                                           |
| Remmert Wielinga          | 27-04-1978    | Nederland        | Rabobank                |                                           |
| Stagiairs                 |               |                  |                         |                                           |
| Dmytro Hrabovsky          | 30-09-1985    | Oekraïne         |                         | Wereldkampioen, beloften (Weg en tijdrit) |
| Alessandro Proni          | 28-12-1982    | Italië           |                         |                                           |
| Maxime Vantomme           | 08-03-1986    | België           |                         |                                           |

## Teams

### Ronde van het Baskenland
3 april–8 april
- 121.  Juan Manuel Garate
- 122.  Serge Baguet
- 123.  Kevin De Weert
- 124.  Addy Engels
- 125.  José Antonio Garrido
- 126.  Cédric Vasseur
- 127.  Bram Tankink
- 128.  Remmert Wielinga

### Ronde van Romandië
25 april–30 april
- 31.  Cédric Vasseur
- 32.  Hubert Schwab
- 33.  Addy Engels
- 34.  Juan Manuel Garate
- 35.  José Antonio Garrido
- 36.  Ivan Santaromita
- 37.  Davide Vigano
- 38.  Wouter Weylandt

### Critérium du Dauphiné Libéré
4 juni–11 juni
- 151.  Filippo Pozzato
- 152.  Francesco Chicchi
- 153.  Wilfried Cretskens
- 154.  Addy Engels
- 155.  Ivan Santaromita
- 156.  Guido Trenti
- 157.  Cédric Vasseur
- 158.  Remmert Wielinga

### Ronde van Oostenrijk
3 juli–9 juli
- 1.  José Antonio Garrido
- 2.  Kevin Hulsmans
- 3.  Nick Nuyens
- 4.  Sébastien Rosseler
- 5.  Guido Trenti
- 6.  Geert Verheyen
- 7.  Davide Vigano
- 8.  Remmert Wielinga

Mannen:   2003 · 2004 · 2005 · 2006 · 2007 · 2008 · 2009 · 2010 · 2011 · 2012 · 2013 · 2014 · 2015 · 2016 · 2017 · 2018 · 2019 · 2020 · 2021 · 2022 · 2023 · 2024 · 2025
Vrouwen:   2023 · 2024 · 2025
Ag2r Prévoyance · Bouygues Télécom · Cofidis, Le Crédit par Téléphone · Crédit Agricole · Team CSC · Davitamon-Lotto · Discovery Channel Pro Cycling Team · Euskaltel-Euskadi · La Française des Jeux · Team Gerolsteiner · Illes Balears-Caisse D'Espargne · Lampre-Fondital · Astana · Liquigas - Bianchi · Phonak Hearing Systems · Quick Step-Innergetic · Rabobank · Saunier Duval-Prodir · Team Milram · T-Mobile Team